# 金卡河
金卡河（羅馬化：Kinska / Kinka），或按俄語名譯孔卡河，是一條發源於烏克蘭東南部扎波羅熱州的河流，屬於第聶伯河的左支流。該河源於亞速高地的茲拉茲科韋附近，終於普里莫爾斯凱並流入卡霍夫卡水庫。河道全長146公里，流域面積2,580平方公里，河水主要來自融雪。